# Musée de Londres
Le musée de Londres (en anglais : London Museum) est un musée de Londres (Royaume-Uni), fondé en 1976, consacré à l'histoire de la capitale britannique du paléolithique jusqu'à aujourd'hui.

## Historique

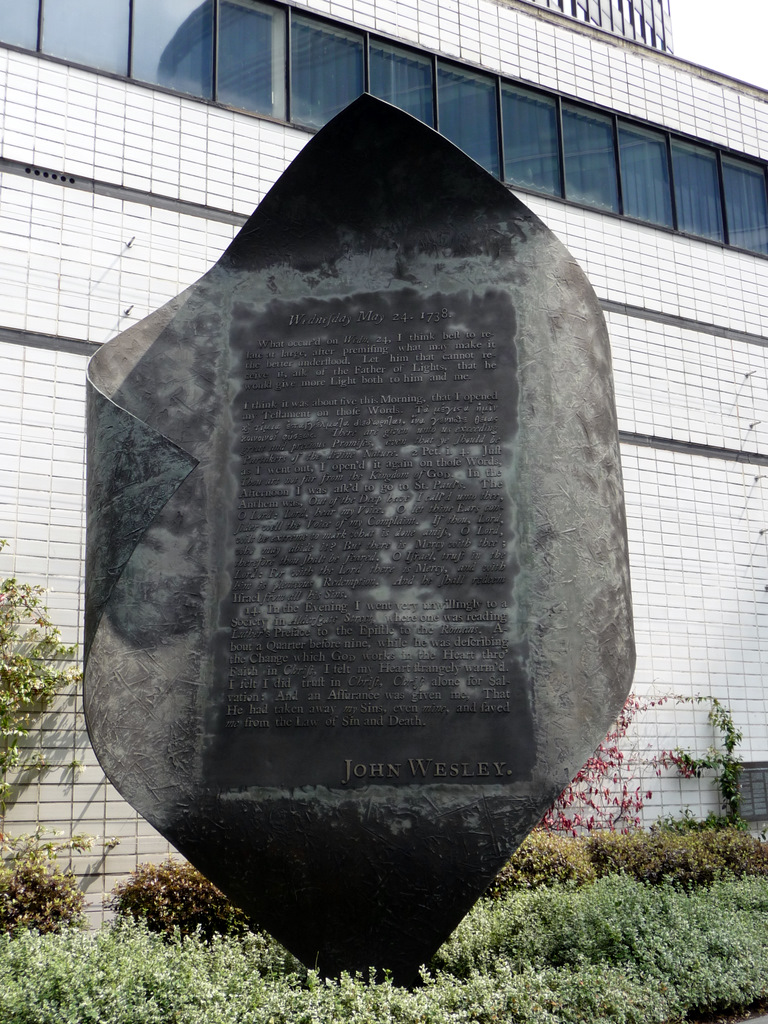
Plaque dédiée à John Wesley.

Le musée résulte de la fusion en 1964 de deux musées existant antérieurement : le London Museum et le Guildhall Museum.

## Bâtiment
Le musée est situé dans un immeuble des années 1970 près du Barbican Centre, à 10 minutes à pied au nord de la cathédrale Saint-Paul.
L'entrée y est libre. Le musée a été ouvert dans les années 1970 et est financé par la municipalité de la City et l'État britannique.

## Collections
Il possède entre autres le trésor de Cheapside, la plus grosse collection connue de bijoux et gemmes des époques élisabéthaine (1558-1603) et jacobéenne (1567-1625).

## London Museum Docklands

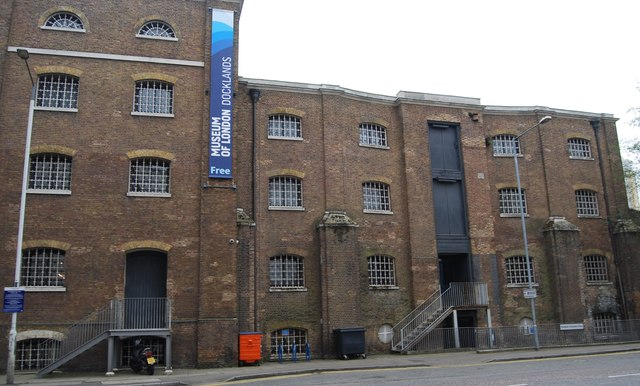
L'antenne du London Museum Docklands dans les anciens entrepôts classés.

En 2003, le Musée de Londres ouvre une antenne consacrée au 2000 ans d'histoire du port, de l'arrivée des Romains à la reconversion du quartier de Canary Wharf, en passant par la piraterie et la Seconde Guerre mondiale. Celle-ci investie un des anciens entrepôts du quai des Antilles (en), quartier de Docklands, ont été construits en 1802 par les riches propriétaires de plantations coloniales afin d'y stocker le sucre produit par les esclaves.
En 2007, à l'occasion du bicentenaire de la loi de 1807 interdisant la participation britannique à la traite négrière (mais pas encore l'esclavage), cette antenne du musée de Londres inaugure une exposition permanente intitulée London, Sugar & Slavery (« Londres, sucre et esclavage »). Elle présente le lien historique entre les docks et la traite négrière transatlantique.